# DNSCrypt
DNSCrypt é um protocolo de rede que autentica e criptografa o tráfego DNS entre o computador do usuário e os servidores de nomes recursivos.
O protocolo DNSCrypt encapsula o tráfego DNS não modificado entre um cliente e um revolvedor de DNS numa construção criptográfica para detectar falsificações. Embora ele não forneça segurança de ponta a ponta, ele protege a rede local contra ataques man-in-the-Middle, envenenamento de cache DNS e sequestro de DNS.

## Implantação
O protocolo DNSCrypt foi adotado por vários revolvedores de DNS públicos, a grande maioria sendo membros da rede OpenNIC, bem como serviços de rede virtual privada (VPN). O OpenDNS (pertencente a Cisco) anunciou o primeiro serviço DNS público que suporta DNSCrypt em dezembro de 2011.
Em 29 de março de 2016, a companhia russa, Yandex, anunciou o suporte para o protocolo DNSCrypt em seus servidores DNS públicos, bem como em seu navegador web, o Yandex Browser.

## Autenticação de cliente baseada em chave pública
O protocolo DNSCrypt também pode ser usado para controle de acesso e auditoria, aceitando apenas um conjunto predefinido de chaves públicas. Isso identifica os clientes em serviços DNS comerciais sem ter que confiar em seus endereços IP.